# Portret Ginevry Benci

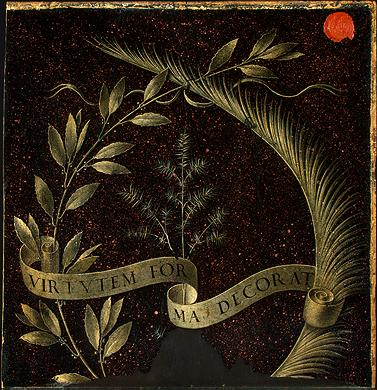
„Piękno zdobi cnotę”, fragment obrazu z krzewem jałowca, rewers

Portret Ginevry Benci – obraz olejny namalowany ok. 1478 roku lub ok. 1478–1480 przez Leonarda da Vinci. Obraz znajduje się w zbiorach National Gallery of Art w Waszyngtonie.
Na podstawie źródeł literackich i symboliki jałowca młodą kobietę na portrecie zidentyfikowano jako Ginevrę Benci, urodzoną latem 1457 roku córkę dyrektora filii banku Kosmy Medyceusza Ameriga Benciego. W styczniu 1474 roku szesnastoletnia Ginevra wyszła za mąż za handlarza suknem Luigiego di Bernardo Niccoliniego. Nie miała dzieci, według relacji jej męża ciężko chorowała. W latach 1475–1480 utrzymywała platoniczną relację z weneckim humanistą i ambasadorem we Florencji Bernardem Bembo.
Jest to pierwszy portret namalowany przez Leonarda da Vinci. Malarz namalował portret farbami olejnymi. Cienkie warstwy farby były delikatnie łączone, w razie potrzeby były rozcierane (m.in. palcami). Twarz Ginevry jest blada, krągła i melancholijna. Została ukazana na tle ciemnych igieł jałowca. Ginevra spogląda obojętnie. Ginevra ma na sobie suknię w ziemistym odcieniu brązu. Suknia jest ściągnięta na piersiach niebieską tasiemką. W tle znajduje się rzeka spływająca z zasnutych mgłą wzgórz. Na prawo od szczęki Ginevry, gdzie loki zlewają się z jałowcem, oraz tuż przy prawym ramieniu modelki są widoczne odciski palca Leonarda.
Portret zamówiono w 1474 roku. Leonardo mógł otrzymać zlecenie dzięki wsparciu swojego ojca Piera da Vinci, który wielokrotnie świadczył usługi notarialne rodzinie Bencich. Pierwotnie podejrzewano, że obraz był portretem ślubnym lub zaręczynowym, zamówionym przez Luigiego di Bernardo Niccoliniego. Obecnie zakłada się, że portret zamówił Bernardo Bembo. Na odwrocie deski znajduje się emblemat Bemba Virtus et Honor. Następnie emblemat zmodyfikowano na Virtutem forma decorat („Piękno zdobi cnotę”). Nie wiadomo, kto namalował emblemat, zakłada się, że mógł go namalować Leonardo.
Z biegiem czasu obraz został skrócony o jedną trzecią, przez co z dzieła prawdopodobnie zniknęły ręce Ginevry. Przypuszcza się, że brakujący fragment przechowywano w Palazzo Pucci we Florencji. W Royal Library w Windsorze znajduje się szkic z 1478, przedstawiający dłonie z możliwego studium do portretu Ginevry Benci.
Przez lata obraz uchodził za zaginiony. Na początku XX wieku skojarzono, że Portret Ginevry Benci stanowi portret, znajdujący się w zbiorach księcia Liechtensteinu na zamku w Vaduz. Wątpliwości wzbudzało autorstwo obrazu. Uważano, że autorem obrazu mogli być Andrea del Verrocchio, Domenico Ghirlandaio, Lucas Cranach starszy lub Lorenzo di Credi. Zdaniem krytyka sztuki i założyciela Museo Ideale di Leonardo da Vinci Alessandra Vezzosiego obraz można przypisać Leonardowi za sprawą charakterystycznie skręconych w loki włosów, zastosowania sfumato w krajobrazie, płynności atmosferycznej. Według niemieckiego krytyka sztuki Franka Zöllnera, gdyby nie heraldyka umieszczona z tyłu obrazu, spory wokół autorstwa obrazu trwałyby do dzisiaj.
W 1967 roku obraz został kupiony za 5 milionów dolarów i przekazany do National Gallery of Art w Waszyngtonie.
Obraz często jest porównywany do rzeźby Dama z bukiecikiem kwiatów Verrocchia z ok. 1475–1480 roku. Zdaniem niektórych historyków sztuki rzeźbę tę mógł stworzyć nie Verrocchio, a Leonardo da Vinci.